# Mount Kinet
Mount Kinet är ett berg i Antarktis. Det ligger i Östantarktis. Nya Zeeland gör anspråk på området. Toppen på Mount Kinet är 2 180 meter över havet, eller 231 meter över den omgivande terrängen. Bredden vid basen är 2,8 km.
Terrängen runt Mount Kinet är bergig åt nordost, men åt sydväst är den kuperad. Trakten är obefolkad. Det finns inga samhällen i närheten.